# Prîlbîci, Iavoriv
Prîlbîci (în ucraineană Прилбичі) este o comună în raionul Iavoriv, regiunea Liov, Ucraina, formată numai din satul de reședință.

## Demografie
Componența lingvistică a comunei Prîlbîci
     Ucraineană (99,96%)
     Alte limbi (0,04%)
Conform recensământului din 2001, majoritatea populației comunei Prîlbîci era vorbitoare de ucraineană (99,96%), existând în minoritate și vorbitori de alte limbi.